# ادگار اونز
ادگار اونز (انگلیسی: Edgar Evans؛ ۷ مارس ۱۸۷۶ – ۱۷ فوریهٔ ۱۹۱۲) یکی از مکتشفان قطب جنوب اهل بریتانیا بود.
وی در جریان اکتشافات و تحقیقات گروه اعزامی ترا نووا در ۱۷ فوریه ۱۹۱۲ در قطب جنوب درگذشت.